# Maik Petzold
Maik Petzold, né le 16 janvier 1978 à Bautzen en Allemagne, est un triathlète professionnel, champion d'Allemagne en 2003.

## Biographie
Maik Petzold termine à la troisième place du classement général des premières Séries mondiales de triathlon en 2009 derrière le britannique Alistair Brownlee et l'espagnol Javier Gómez.

## Palmarès
Le tableau présente les résultats les plus significatifs (podium) obtenus sur le circuit national et international de triathlon depuis 2000.
| Année | Compétition                                        | Pays        | Position           | Temps           |
| ----- | -------------------------------------------------- | ----------- | ------------------ | --------------- |
| 2013  | Challenge Kraichgau                                | Allemagne   | Médaille d'argent  | 3 h 56 min 26 s |
| 2011  | Championnats du monde de triathlon en relais mixte | Suisse      | Médaille de bronze | 1 h 9 min 56 s  |
| 2010  | Grand Prix de triathlon - Étape de Paris           | France      | Médaille d'or      | Timing          |
| 2010  | Championnats d'Allemagne de triathlon              | Allemagne   | Médaille de bronze | 2 h 0 min 27 s  |
| 2010  | WTS Washington                                     | États-Unis  | Médaille d'or      | 1 h 49 min 24 s |
| 2009  | Championnat du monde - Classement Général          |             | Médaille de bronze |                 |
| 2008  | Londres Triathlon                                  | Allemagne   | Médaille d'or      | 1 h 47 min 10 s |
| 2008  | Championnats d'Allemagne de triathlon              | Allemagne   | Médaille de bronze | Timing          |
| 2008  | Coupe d'Océanie - l'étape de Gold Coast            | Australie   | Médaille de bronze | 1 h 48 min 10 s |
| 2007  | Championnats d'Allemagne de triathlon              | Allemagne   | Médaille d'argent  | Timing          |
| 2007  | Triathlon de Genêve                                | Suisse      | Médaille d'or      | 1 h 59 min 9 s  |
| 2006  | Championnats d'Allemagne de triathlon              | Allemagne   | Médaille de bronze | 2 h 3 min 34 s  |
| 2006  | Coupe du monde - l'étape de Madrid                 | Espagne     | Médaille de bronze | 1 h 53 min 22 s |
| 2005  | Coupe du monde - l'étape de Mazatlán               | Mexique     | Médaille de bronze | 1 h 50 min 55 s |
| 2004  | Championnats d'Allemagne de triathlon              | Allemagne   | Médaille d'argent  | Timing          |
| 2004  | Coupe du monde - l'étape de Salford                | Royaume-Uni | Médaille d'or      | 1 h 56 min 23 s |
| 2003  | Championnats d'Allemagne de triathlon              | Allemagne   | Médaille d'or      | Timing          |
| 2002  | Coupe d'Europe - l'étape de Zundert                | Pays-Bas    | Médaille d'or      | 1 h 45 min 44 s |
| 2002  | Championnats d'Europe de triathlon                 | Hongrie     | Médaille de bronze | 1 h 47 min 49 s |
| 2000  | Championnats d'Allemagne de triathlon              | Allemagne   | Médaille de bronze | Timing          |